# Ilmarë
Ilmarë,  sau Varda I, denumirea completă 174567 Varda I Ilmarë, este singurul satelit natural cunoscut al planetoidului Centura Kuiper 174567 Varda. A fost descoperit de Keith Noll et al. în 2009, la o distanță de aproximativ 0,12 arcsec, folosind imagini de descoperire realizate de telescopul spațial Hubble pe 26 aprilie 2009 și raportate în 2011. La aproximativ 326 km în diametru (aproximativ 45% din corpul primar), este al patrulea sau al cincilea cel mai mare satelit cunoscut al unui obiect transneptunian, după Pluto I Charon, Eris I Dysnomia, Orcus I Vanth și foarte posibil Haumea I Hiʻiaka. Presupunând că Ilmarë are același albedo și densitate ca și Varda, Ilmarë ar constitui aproximativ 8,4% din masa sistemului, aproximativ 2,2×1019 kg.

## Nume
Numele pentru Varda și satelitul său au fost anunțate pe 16 ianuarie 2014. Ilmarë (Quenya: [ˈilmarɛ]) este un șef al Maiarului și roaba lui Varda, regina lui Valar, creatoarea stelelor și zeița principală a elfilor din mitologia ficțională a lui JRR Tolkien. 

## Caracteristici
Ilmarë și Varda sunt strâns legate, cu o separare de aproximativ 13 raze ale lui Varda și, în consecință, un moment cinetic scăzut. Alături de înclinația mare a orbitei lui Varda, acestea sunt similare în acest fel cu sistemele Orcus–Vanth și Salacia–Actaea. Din 2015 sunt posibile două soluții orbitale în oglindă cu parametri orbitali ușor diferiți. Excentricitatea calculată este în contradicție cu vârsta probabilă a sistemului, ceea ce sugerează că ar putea fi falsă, dar vârsta așteptată este, de asemenea, contrazisă de sugestiile că Varda ar putea să nu fie în rotație sincronă în prezent. 
Dacă Ilmarë și Varda au același albedo, Ilmarë ar avea o rază de 163+19
−17 km, sau aproximativ 8,4% din volumul Vardei. Dacă cele două corpuri au, de asemenea, aceeași densitate, Ilmarë ar avea atunci aproximativ 8,4% din masa sistemului de (2,664±0,064)×1020 kg. Dacă, totuși, albedo-ul lui Varda este cu 50% mai mare decât cel al lui Ilmarë, Ilmarë ar avea o rază de 191+22
−21 km iar densitatea medie a sistemului ar fi 1.31+0.52
−0.36 g/cm3. Dacă Ilmarë are un albedo cu 50% mai mare, atunci raza sa ar fi de 137+16
−15 km iar densitatea în medie ar fi de 1.18+0.47
−0.33 g/cm3. Deoarece mărimile absolute ale celor două corpuri la lungimi de undă diferite sunt similare, este puțin probabil ca albedo-urile lor să difere mult, așa că Ilmarë este probabil să fie în acest interval de dimensiuni. 